# Жан-Батист Грьоз
Жан-Батист Грьоз (на френски: Jean-Baptiste Greuze), (21 август 1725, Турню, Бургундия - 21 март 1805, Париж) е знаменит френски живописец и гравьор.

## Биография
Грьоз произхожда от многодетно семейство. Баща му се надявал той да стане архитект, но след дълго убеждаване Жан Батист получава позволение да стане художник.
Учи в Лион в ателието на художника Шарл Грандон, чийто зет е музикантът Андре-Ернест-Модест Гретри, а на 25 години започва следване в Кралската художествена академия на Париж с препоръката на своя учител. В академията Грьоз се развива най-вече под влияние на Шарл Жозеф Натоар, който го напътства и при създаването на може би най-известното му произведение „Бащата на семейството, обяснява Библията на своите деца“ (1755). С помощта на дворцовия учител по рисуване Луи дьо Силвестър Грьоз се опитва да получи също работа в двора, но без успех.
В края на 1755 г. решава да замине за Рим, за да изучи специално античните творци. След престой в Рим и Флоренция - според мнението му и двата града били безинтересни - Грьоз се заселва за няколко месеца в Неапол. През 1757 г. се връща в Париж и се установява там като художник на свободна практика. Няколко години по-късно се оженва. От брака му, за който има сведения, че е бил нещастен, се ражда художничката Анна Грьоз.
Все още здраво свързан с рококо, Грьоз бързо излиза от мода. Прехвърлил е зенита на своето творчество, когато през 1765 г. излага платна в Парижкия салон и едновременно с това в Художествената академия. Като нов член на академията е имал задължението да представи една „изпитна работа“, т.е. картина по зададена тема. След дълги напомнения Грьоз най-сетне излага през 1768 г. платното „Император Северий иска отчет от сина си по повод неуспешния атентат срещу него в проходите на Шотландия“. Няколко седмици след представянето на картината Грьоз окончателно е приет в Академията.
Както много други свои сънародници, Грьоз спекулира по време на Френската революция с асигнации, но поради политическата ситуация губи и малкото, което е имал. Първоначално е въодушевен от революцията, до момента, когато губи всичко. По това време Грьоз изкарва прехраната си изключително давайки уроци. Една от неговите ученички е известната художничка Констанце Майер, която през 1800 г. напуска ателието му и става ученичка на художника Пиер Пол Прюдон, негов вечен конкурент.
През 1804/1805 г. Грьоз напразно се опитва да предложи услугите си на новата власт, рисувайки картината „Първия консул Наполеон“.
Жан Батист Грьоз умира на почти 80 години в мизерия на 21 март 1805 г. в Париж. Погребан е на гробището Монмартър. Последна почит му оказват само приятелите му Жак Дюмон и Жан Симон Бартелеми.
Бил е член на ложата на свободните зидари Neuf Sœurs.

## Творчество
Въпреки че Грьоз е въодушевен от идеите на Дени Дидро и Жан Жак Русо, в своите картини той остава верен преди всичко на изобразяване на буржоазния начин на живот. Много сполучливи са изображенията му на млади жени, девойки и деца. За много от картините модел му е била Констанце Майер.
Рисува мелодраматични композиции. Автор е и на реалистични портрети. Особено изразителни са неговите портрети на деца. Той умело успява да групира фигурите. Картините му са отчасти банални, отчасти сантиментални и театрални. В жанра „семеен бит“ почти не е имал конкуренция сред своите съвременници. По онова време френски художници, рисуващи портрети, не са се интересували много от приликата с реалните хора, които рисуват. Те са рисували мъжете главно като Аполон и Марс, а жените като Диана и Венера. Грьоз разбирал портретния жанр по друг начин, пълен със сходство, чувство и жизненост. Затова портретите му са изключително реалистични и грациозни.
В Ермитажа в Санкт Петербург има осем негови картини. Картините му са били гравирани от най-големите майстори.
В родния му град Турню има издигнат негов паметник. В библиотеката на Санктпетербургската художествена академия има събрани голям брой негови рисунки.

## Творби
- „Бащино проклятие“
- „Наказаният син“
- „Селска годеница“ – 1761 г.
- „Паралитик“ – 1763 г.
- „Момиче, оплакващо смъртта на своята птичка“
- „Бащина благословия“
- „Момиче с кукла“
- „Щастлива майка“
- „Момиче с куче“
- „Портрет на мадам Буеляр“
- „Посещение при свещеника“
- „Портрет на млад мъж с шапка“ и др.

- „Китарист“
- „Портрет на млада селянка“
- „Перачка“
- „Малкият математик“